# Liste des plus hauts immeubles de Shenzhen

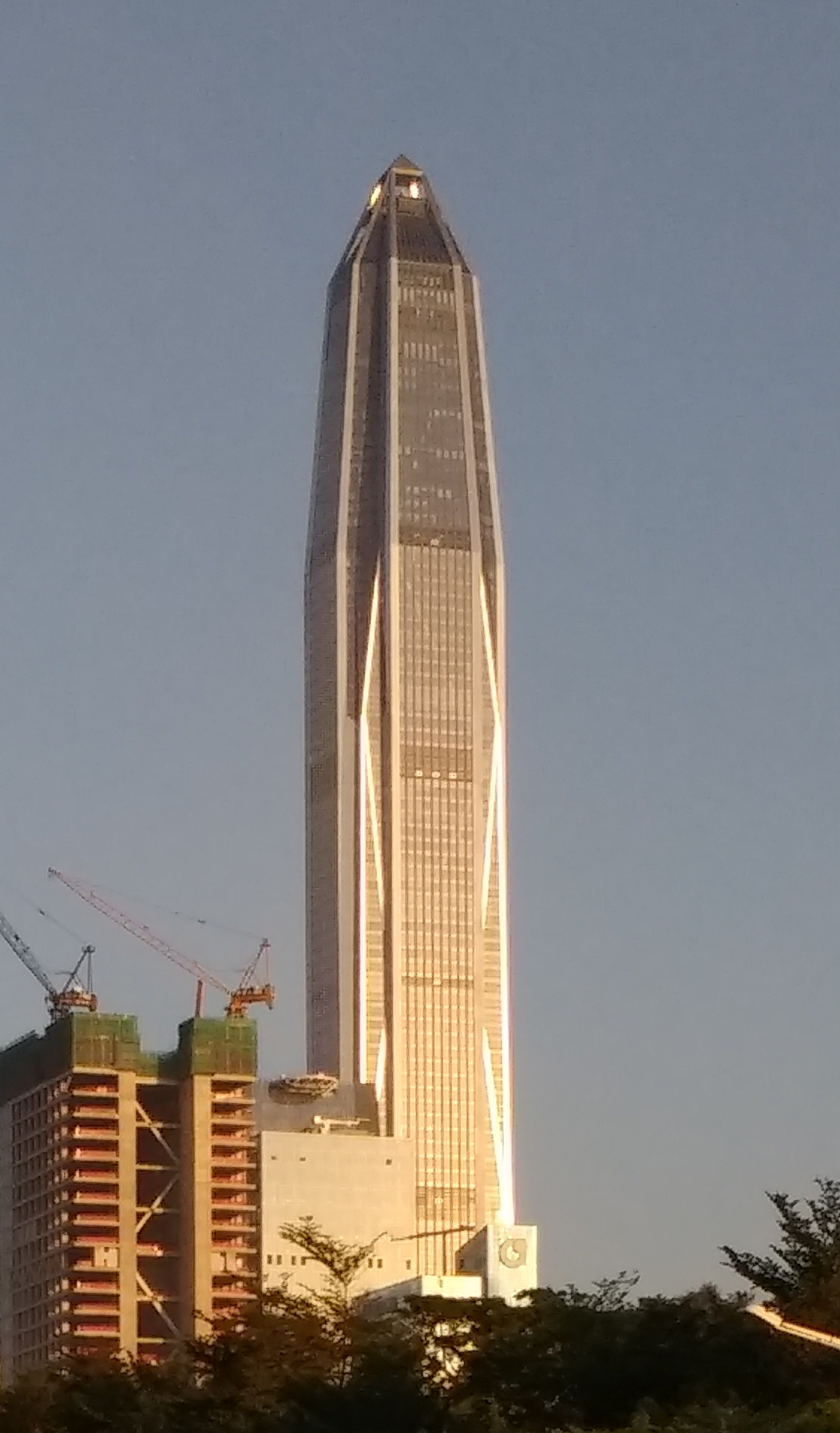
Pingan International Finance Center plus haut gratte-ciel de la ville

Kingkey 100

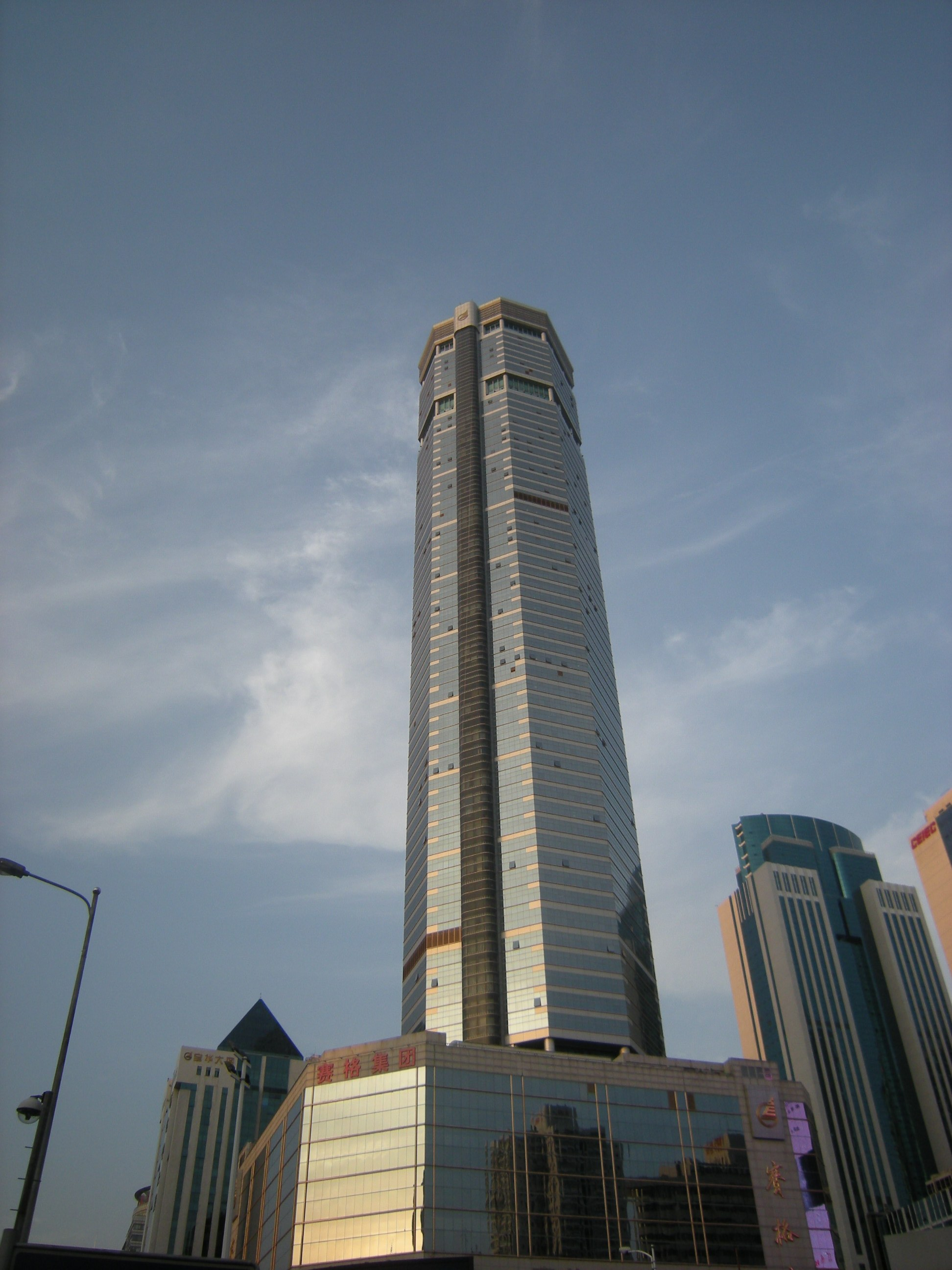
SEG Plaza

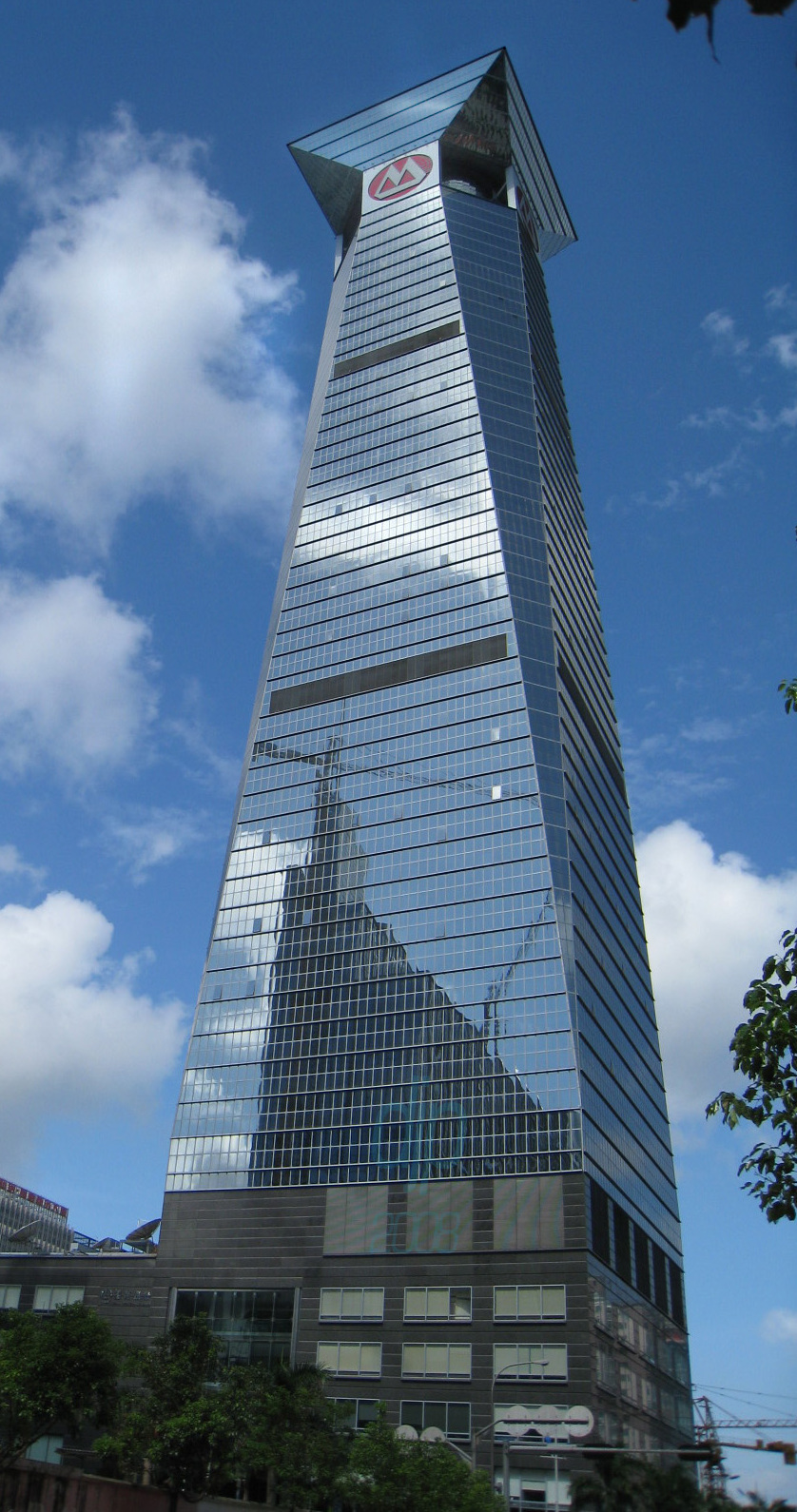
China Merchants Bank Tower alias Shenzhen World Trade Center

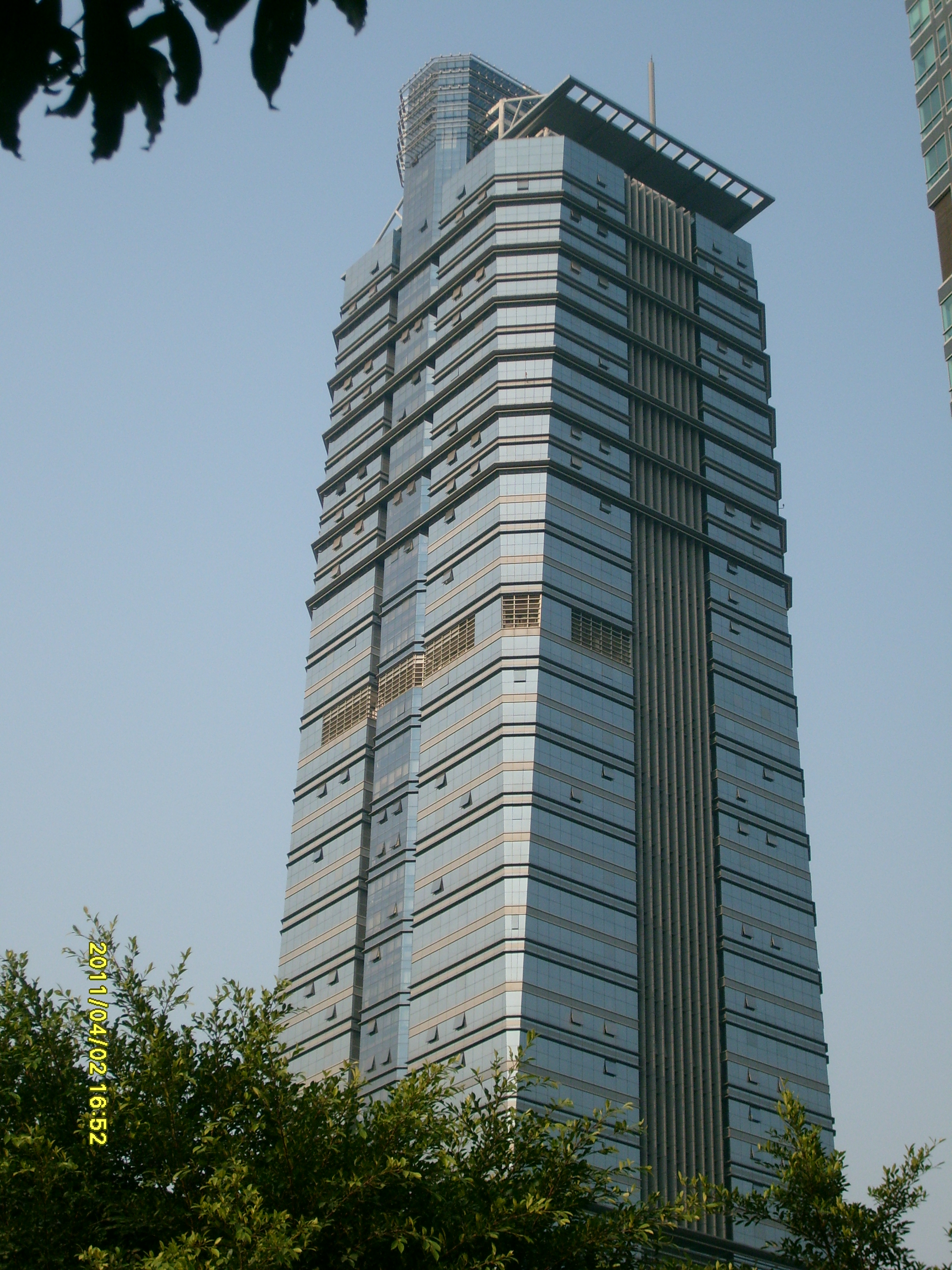
Jiangsu Tower à Shenzhen

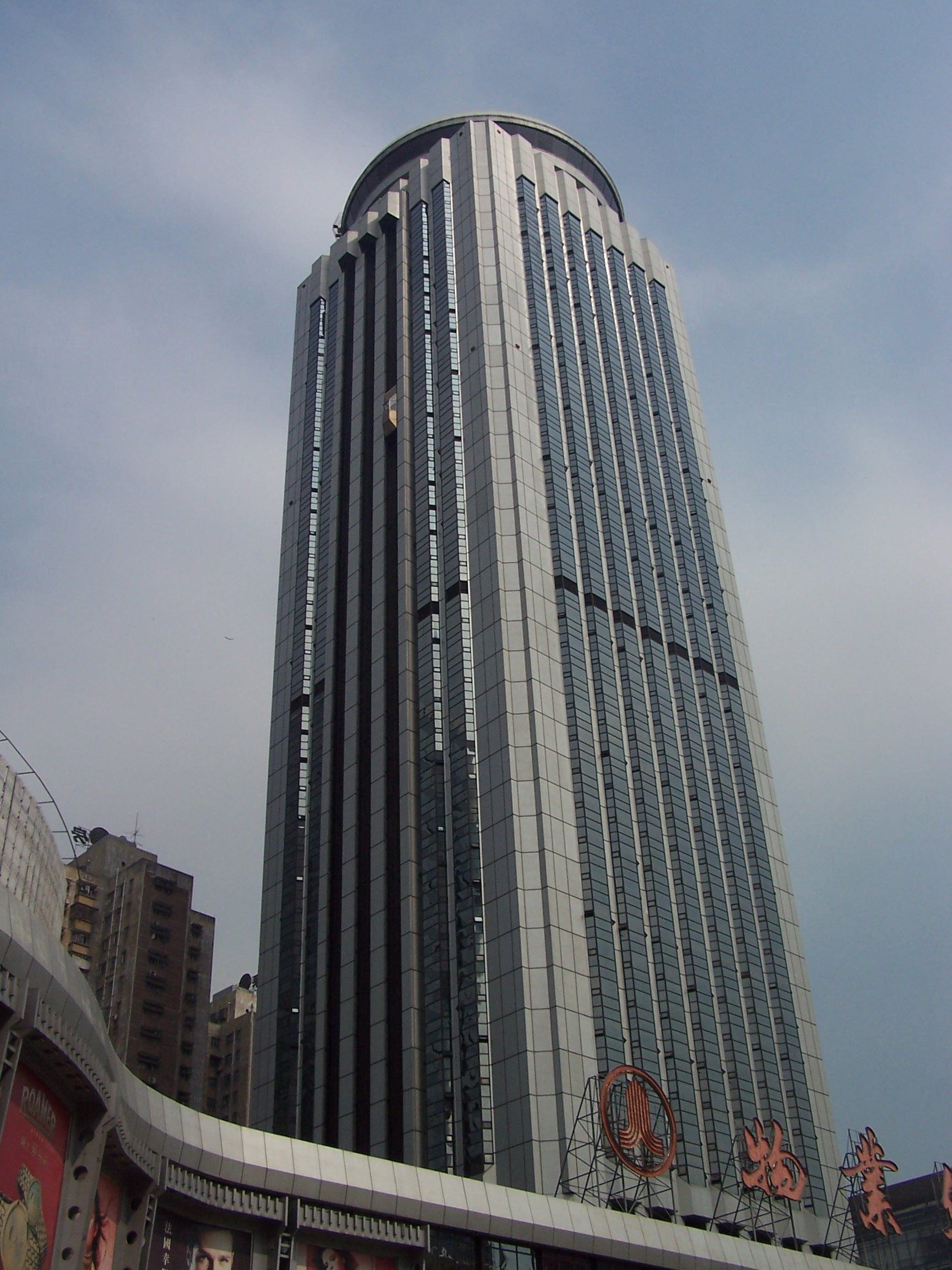
International Foreign Trade Center le plus ancien gratte-ciel de Shenzhen

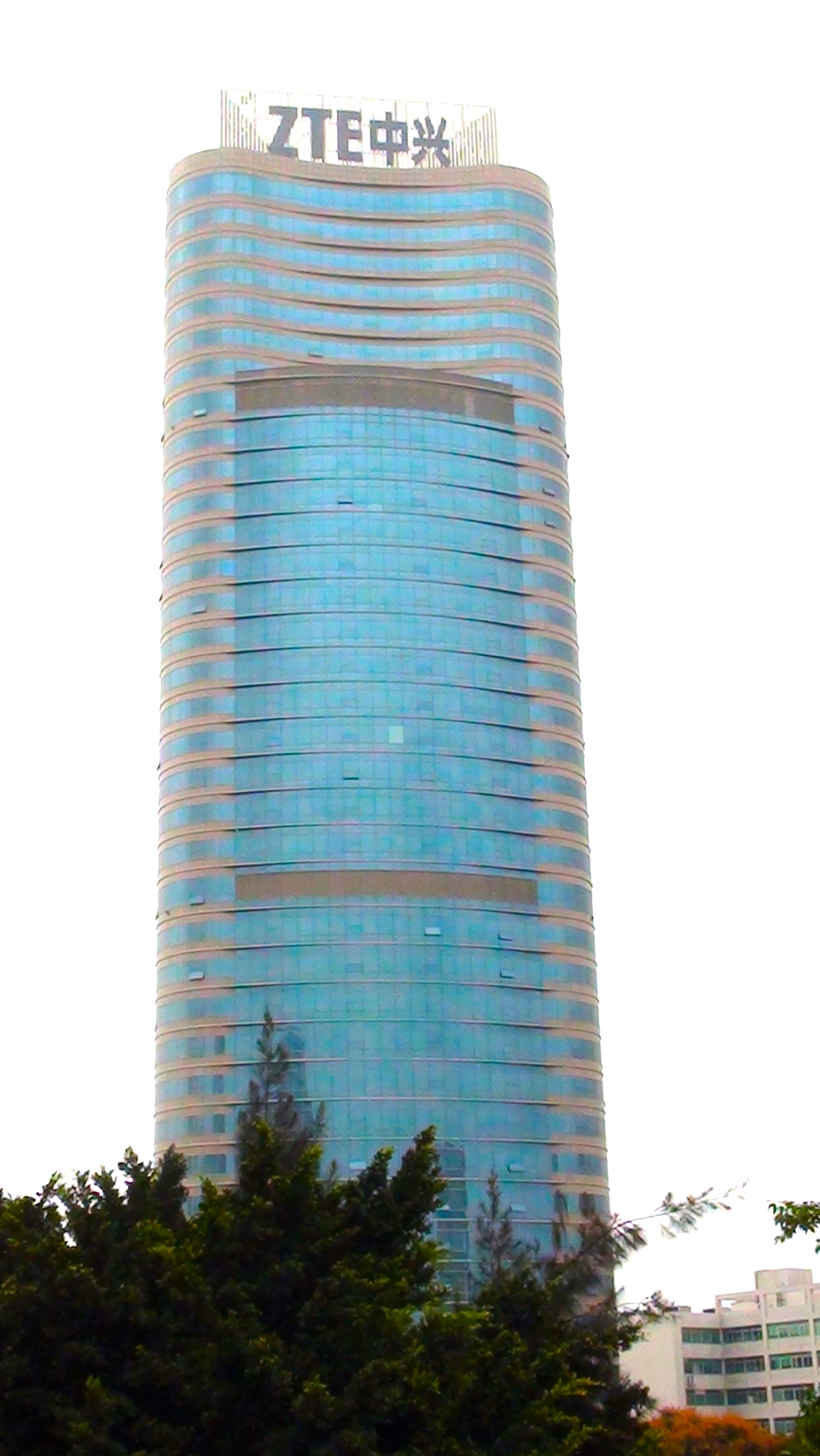
ZTE R&D Building

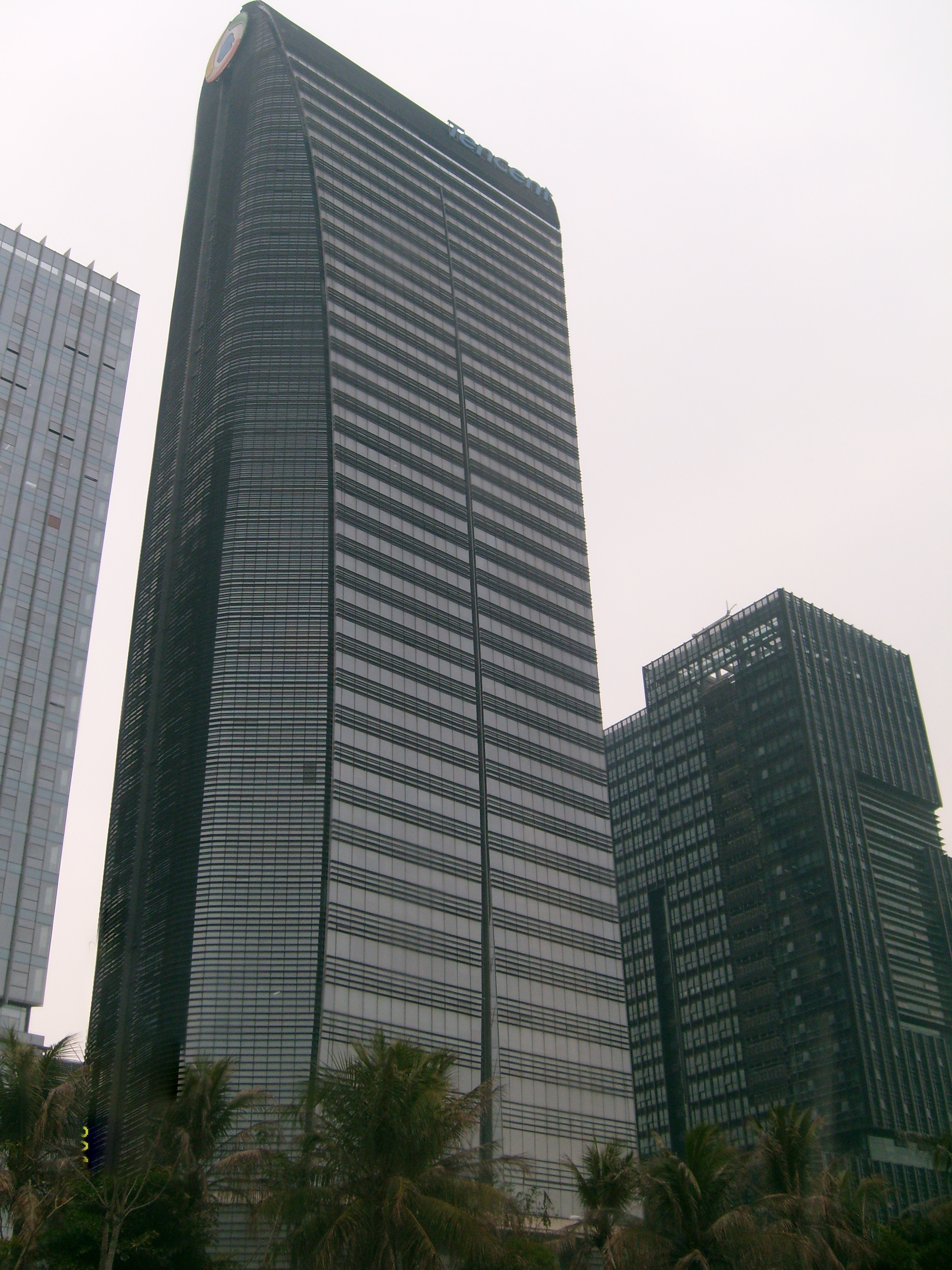
Tencent Tower

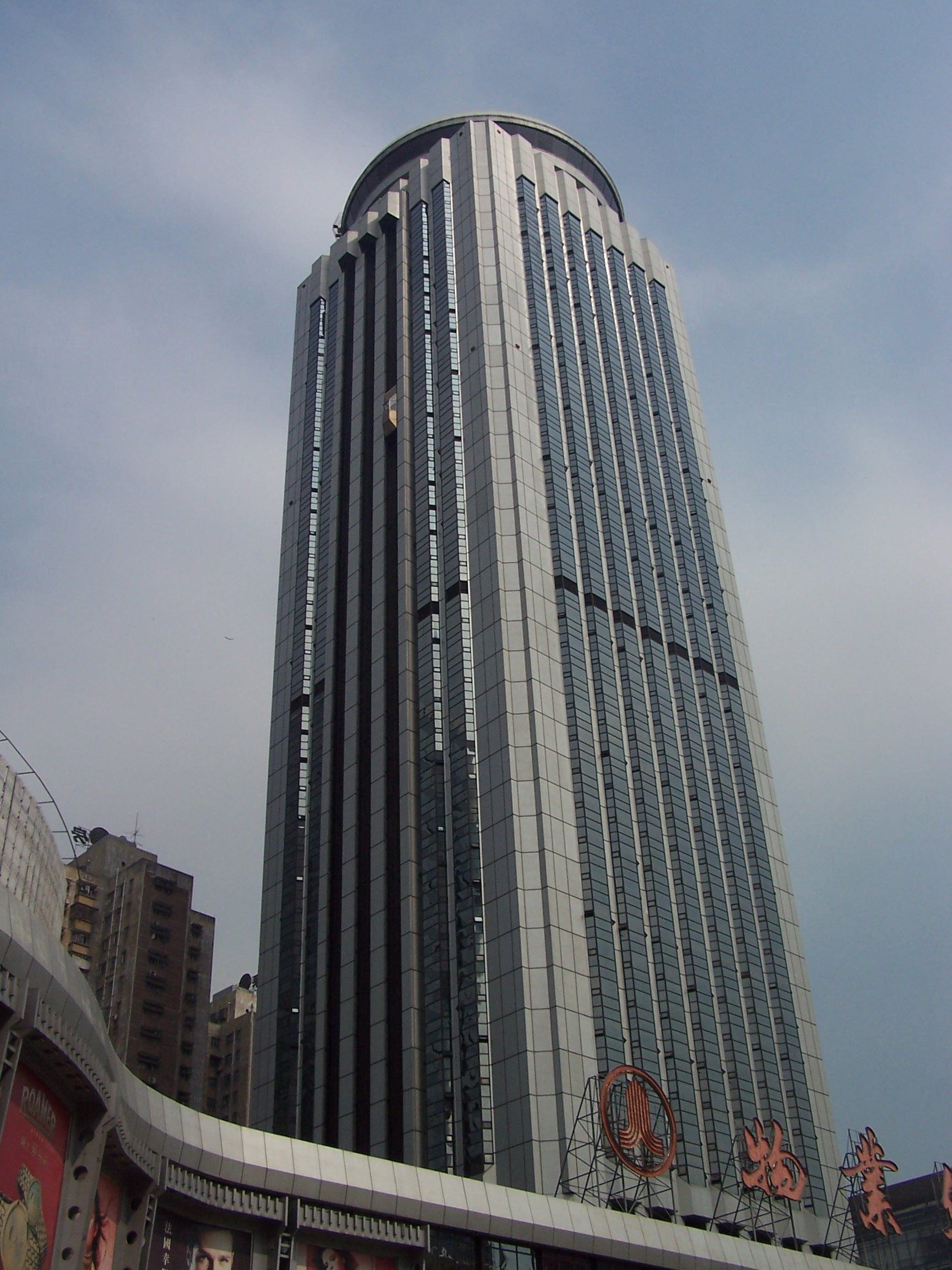
International Foreign Trade Center

Ceci est la liste des gratte-ciel de Shenzhen mesurant au moins 150 mètres sans antenne.

## Liste des plus hauts immeubles de Shenzhen
| Rang | Nom international                             | Hauteur totale mètres/pieds | Nombre d'étages | Année d'achèvement | Description |
| ---- | --------------------------------------------- | --------------------------- | --------------- | ------------------ | --- |
| 1    | Pingan International Finance Center           | 599                         | 116             | 2016               | Le plus haut édifice de Shenzhen |
| 2    | Kingkey 100                                   | 439 / 1,440                 | 100             | 2011               | Le plus haut édifice de Shenzhen de 2011 à 2016,. |
| 3    | Shun Hing Square(Diwang Building)             | 384 / 1,260                 | 69              | 1996               | Plus grand édifice entièrement construit d'acier en Chine. Cet édifice a également été le plus grand de la ville de Shenzhen de 1996 à 2011 et le plus grand édifice construit dans les années 1990,. |
| 4    | SEG Plaza                                     | 356 / 1,168                 | 70              | 2000               | , |
| 5    | East Pacific Business Center Tower A          | 306 / 1,004                 | 74              | 2013               | Tallest residential building in China |
| 6    | Excellence Century Plaza Tower 1              | 288 / 945                   | 60              | 2010               | [ 9 ] |
| 7    | East Pacific Business Center Tower B          | 284 / 932                   | 72              | 2013               | , |
| 8    | Neo Tower A                                   | 273 / 896                   | 56              | 2011               | Aussi connu sous le nom de Lvjing Tower |
| 9    | Shenzhen Special Zone Press Tower             | 262 / 860                   | 48              | 1998               | , |
| 10   | Excellence Century Plaza Tower 2              | 250 / 820                   | 57              | 2010               | [ 15 ] |
| 11   | Shenzhen Stock Exchange Plaza                 | 246 / 807                   | 51              | 2013               | [ 16 ] |
| 12   | AVIC Plaza                                    | 245 / 804                   | 62              | 2012               | La construction est complétée. |
| 13   | Shenzhen Broadcasting Center I                | 241 / 790                   | 48              | 2001               | , |
| 14=  | Fortune Tower                                 | 240 / 787                   | 57              | 2008               | , |
| 14=  | Panglin Plaza                                 | 240 / 787                   | 57              | 1999               | , |
| 16   | New World Center                              | 238 / 781                   | 53              | 2006               | , |
| 17   | Golden Business Center                        | 228 / 748                   | 50              | 2004               | Aussi connu sous le nom de Shanglong Building,. |
| 18=  | Shekou China Merchants Square                 | 225 / 738                   | 35              | 2013               | [ 29 ] |
| 18   | Shenzhen World Trade Center                   | 225 / 738                   | 50              | 2001               | , |
| 20   | World Finance Center Tower A                  | 222 / 730                   | 54              | 2003               | , |
| 21=  | Times Fortune Building                        | 218 / 715                   | 54              | 2008               | Aussi connu sous le nom d'Exemption Tower[A], |
| 17=  | Hung Cheung Plaza                             | 218 / 715                   | 63              | 2004               | , |
| 17=  | Times Square Excellence                       | 218 / 715                   | 52              | 2006               | , |
| 20   | International Chamber of Commerce Tower       | 216 / 708                   | 55              | 2005               | , |
| 21=  | Nanfang International Hotel                   | 208 / 682                   | 53              | 2009               | [ 42 ] |
| 21   | First Tower                                   | 208 / 682                   | 52              | 2001               | , |
| 21=  | Jiangsu Mansion                               | 208 / 682                   | 48              | 2001               | [ 45 ] |
| 24   | Huashi Mansion                                | 207 / 677                   | 57              | 2002               | , |
| 25=  | East Pacific Business Center Tower C          | 206 / 676                   | 40              | 2010               | [ 48 ] |
| 25=  | Rongchao Economic Trade Center                | 206 / 676                   | 52              | 2006               | Aussi connu sous le nom de Landmark |
| 27   | New Century Plaza West Tower                  | 204 / 669                   | 45              | 2003               | , |
| 28   | Guotong Building                              | 202 / 663                   | 45              | 1997               | , |
| 29   | Jinzhonghuan International Business Building  | 201 / 658                   | 50              | 2007               | Cet édifice est aussi connu sous le nom de Golden Center International Business Mansion,. |
| 30=  | Taxation Bureau                               | 200 / 656                   | 40              | 2001               | , |
| 30=  | Shenzhen Kerry Centre II                      | 200 / 656                   | 43              | 2012               | [ 59 ] |
| 32=  | Jiafu Plaza Tower B                           | 199 / 653                   | 57              | 2005               | Aussi connu sous le nom de Walton Heights, |
| 33=  | Grand Hyatt Shenzhen                          | 195 / 639                   | 42              | 2010               | [ 62 ] |
| 33=  | United Plaza A                                | 195 / 640                   | 56              | 1998               | , |
| 35=  | Federal Finance Tower                         | 193 / 633                   | 46              | 2008               | [ 65 ] |
| 35=  | Noble Center                                  | 193 / 634                   | 40              | 2006               | , |
| 37   | Shenzhen Futian Shangri la                    | 191 / 627                   | 40              | 2008               | [ 68 ] |
| 38   | Shenzhen New Times Plaza                      | 189 / 619                   | 38              | 1998               | [ 69 ] |
| 39   | Excellence Century Plaza Tower 3              | 185 / 607                   | 45              | 2010               | [ 70 ] |
| 40   | Tour de la Shenzhen Development Bank          | 184 / 602                   | 35              | 1996               | , |
| 41=  | Electronics Science & Technology Building     | 182 / 597                   | 45              | 2000               | , |
| 41=  | International Science and Technology Building | 182 / 597                   | 45              | 1997               | , |
| 43   | Shenzhen Modern International Tower           | 180 / 591                   | 33              | 2008               | [ 77 ] |
| 44   | New Century Plaza East Tower                  | 177 / 581                   | 45              | 2003               | , |
| 45   | Shenfang Plaza                                | 173 / 568                   | 53              | 1996               | , |
| 46=  | China Mobile-Jiangsheng Mansion               | 170 / 558                   | 39              | 2008               | [ 83 ] |
| 46=  | World Trade Plaza                             | 170 / 558                   | 45              | 2000               | , |
| 46=  | Shenzhen Kerry Centre                         | 170 / 558                   | 32              | 1997               | , |
| 49=  | Shenzhen Development Center A                 | 165 / 542                   | 43              | 1988               | Cet édifice est le plus grand construit durant les années 1980,. |
| 49=  | Chinese Mercantile Bank Building              | 165 / 541                   | 38              |                    | , |
| 49=  | News & Cultural Center                        | 165 / 541                   | 37              | 1996               | Aussi connu sous le nom de News Center Building,. |
| 52=  | Exemption Tower[A]                            | 162 / 533                   | 39              | 2006               | [ 94 ] |
| 52=  | Anlian Tower                                  | 162 / 531                   | 31              | 2007               | , |
| 54=  | Juno Tower                                    | 160 / 525                   | 49              | 1999               | , |
| 54=  | City Crossing Residential Tower 1             | 160 / 525                   | 48              | 2009               | [ 99 ] |
| 54=  | City Crossing Residential Tower 2             | 160 / 525                   | 48              | 2009               | [ 100 ] |
| 54=  | City Crossing Residential Tower 3             | 160 / 525                   | 48              | 2009               | [ 101 ] |
| 54=  | International Foreign Trade Center            | 160 / 525                   | 50              | 1985               | Le plus ancien gratte-ciel de Shenzhen, |
| 59   | China Newscenter Building                     | 158 / 518                   | 36              | 1996               | [ 104 ] |
| 59   | ZTE R&D Building                              | 158                         | 36              | 2005               | [ 105 ] |
| 61   | Excellence Century Plaza Tower 4              | 156 / 512                   | 37              | 2010               | [ 106 ] |
| 62=  | Grace Mansion                                 | 155 / 509                   | 43              | 2001               | , |
| 62=  | East Pacific Business Center Tower D          | 155 / 509                   | 29              | 2010               | [ 109 ] |
| 62=  | Shenzhen Coastal City West Tower              | 155 / 509                   | 30              | 2008               | [ 110 ] |
| 62=  | Shenye Center                                 | 155 / 509                   | 33              |                    | [ 111 ] |
| 66=  | China Travel Tower                            | 153 / 501                   | 31              | 2008               | [ 112 ] |
| 67   | Huangcheng Plaza                              | 151 / 495                   | 46              | 1996               | [ 113 ] |
| 68=  | Huangdu Plaza                                 | 150 / 492                   | 43              | 2004               | [ 114 ] |
| 68=  | Shenzhen Metro Headquarter                    | 150 / 492                   | 32              | 2006               | [ 115 ] |
| 68=  | Tencent Tower                                 | 150 / 492                   | 37              | 2010               | [ 116 ] |

## Édifices en construction, approuvés ou proposés

### Édifices en construction
Ceci est la liste des édifices en construction de la ville de Shenzhen prévus pour dépasser 150 mètres. Les édifices achevés sont aussi mentionnés.
| Nom international                                         | Hauteur totale mètres/pieds | Nombre d'étages | Année d'achèvement | Description                                                                             |
| --------------------------------------------------------- | --------------------------- | --------------- | ------------------ | --------------------------------------------------------------------------------------- |
| Gemdale Gangxia Project Tower 1                           | 375 / 1,230                 |                 | 2016               | ,                                                                                       |
| China Chuneng Tower                                       | 333 / 1,093                 |                 | 2016               | [ 119 ]                                                                                 |
| Han Kwok City Centre                                      | 329 / 1,081                 | 80              | 2014               | ,                                                                                       |
| Hanking Center                                            | 320 / 1,050                 |                 |                    | [ 122 ]                                                                                 |
| Shenzhen World Finance Center                             | 304 / 997                   | 68              | 2015               | [ 123 ]                                                                                 |
| Heung Kong Tower                                          | 301 / 990                   | 70              | 2013               | [ 124 ]                                                                                 |
| Riverfront Times Square                                   | 300 / 984                   |                 | 2016               | [ 125 ]                                                                                 |
| CATIC Plaza                                               | 281 / 922                   | 58              |                    | ,                                                                                       |
| Tencent Coastal Tower 1                                   | 256 / 840                   | 50              | 2016               | ,                                                                                       |
| Wongtee Plaza                                             | 250 / 820                   | 65              | 2015               | [ 131 ]                                                                                 |
| CASC International Center 1                               | 230 / 755                   | 51              | 2014               | Aussi connu sous le nom de The China Aerospace Science and Technology Corporation Tower |
| SEG-Hitachi Industrial Park Redevelopment Phase 1 Tower 1 | 230 / 755                   | 65              |                    | [ 133 ]                                                                                 |
| SEG-Hitachi Industrial Park Redevelopment Phase 1 Tower 2 | 230 / 755                   | 65              |                    | [ 133 ]                                                                                 |
| Taiping Finance Tower                                     | 228 / 748                   | 48              | 2013               | [ 134 ]                                                                                 |
| Guosen Securities Tower                                   | 228 / 748                   | 50              | 2015               | ,                                                                                       |
| Shekou China Merchants Square                             | 225 / 738                   | 38              | 2013               | Construction complétée.                                                                 |
| Shenzhen International Energy Mansion North Tower         | 222 / 728                   | 43              | 2016               | ,                                                                                       |
| Sino Life Insurance Building                              | 218 / 715                   |                 |                    | [ 140 ]                                                                                 |
| Southern Bosera Building                                  | 208 / 682                   | 41              | 2014               | [ 141 ]                                                                                 |
| Wenbo Tower                                               | 208 / 682                   | 48              | 2014               | [ 142 ]                                                                                 |
| Shenzhen Venture Capital Building                         | 202 / 664                   | 44              | 2015               | [ 143 ]                                                                                 |
| Centralcon Group Tower                                    | 200 / 656                   |                 |                    | ,                                                                                       |
| Excellence Meilin Project Tower 1                         | 200 / 656                   |                 |                    | [ 147 ]                                                                                 |
| Excellence Meilin Project Tower 2                         | 200 / 656                   |                 |                    | [ 148 ]                                                                                 |
| Excellence Houhai Project                                 | 200 / 656                   | 46              |                    | ,                                                                                       |
| Lihe Tower                                                | 200 / 656                   | 45              | 2014               | [ 153 ]                                                                                 |
| Tencent Coastal Tower 2                                   | 196 / 643                   | 40              | 2016               | [ 154 ]                                                                                 |
| Great China Plaza                                         | 195 / 640                   | 45              |                    | This project is also known as Great China International Exchange Square.                |
| Gemdale Gangxia Project Tower 2                           | 180 / 591                   |                 | 2016               | [ 156 ]                                                                                 |
| Rich Gate City Phase II, Tower B1                         | 159 / 522                   | 55              | 2014               | [ 157 ]                                                                                 |

*Les cases vides correspondent à des informations non dévoilées.

### Projets approuvés
Ceci est la liste des édifices de Shenzhen prévus pour dépasser 150 mètres sans antenne. Cette liste contient les édifices approuvés pour la construction ou en stade de préparation à la construction.
| Nom international                           | Hauteur totale mètres/pieds | Nombre d'étages | Année d'achèvement | Description |
| ------------------------------------------- | --------------------------- | --------------- | ------------------ | ----------- |
| Galaxy Project                              | 300 / 984                   |                 |                    | ,           |
| Nanyuan Redevelopment Project               | 250 / 820                   |                 |                    | [ 160 ]     |
| Shenzhen Bay Ecocity B-Tech Project Tower 1 | 250 / 820                   |                 |                    | ,           |
| Shenzhen Bay Ecocity B-Tech Project Tower 2 | 250 / 820                   |                 |                    | ,           |
| Shenzhen Media Group Tower                  | 202 / 663                   | 43              |                    | [ 165 ]     |
| Pengguangda Tower                           | 200 / 656                   |                 |                    | [ 166 ]     |
| Shenzhen Bay Ecocity B-Tech Project Tower 3 | 180 / 591                   |                 |                    | ,           |
| Duty Free Tower                             | 150 / 492                   | 39              |                    | [ 170 ]     |

*Les cases vides correspondent à des informations non dévoilées.

### Projets proposés
Ceci est une liste de projets proposés concernant la construction d'édifices de plus de 150 mètres sans antenne dans la ville de Shenzhen.
| Nom international                        | Hauteur totale mètres/pieds | Nombre d'étages | Année d'achèvement | Description                                        |
| ---------------------------------------- | --------------------------- | --------------- | ------------------ | -------------------------------------------------- |
| Caiwuwei Financial Center                | 666 / 2,185                 |                 |                    | [ 171 ]                                            |
| Kaisa Feng Long Centre                   | 500 / 1,640                 | 92              |                    | [ 172 ]                                            |
| China Resources Headquarters             | 350 / 1,804                 |                 | 2017               | ,                                                  |
| One Shenzhen Bay                         | 338 / 1,109                 |                 |                    | [ 175 ]                                            |
| Nanyou Twin Tower 1                      | 325 / 1,066                 |                 |                    | ,                                                  |
| Nanyou Twin Tower 2                      | 325 / 1,066                 |                 |                    | ,                                                  |
| One Shenzhen Bay                         | 338 / 1,109                 |                 |                    | [ 175 ]                                            |
| CR Capital Holdings Headquarter Building | 250 / 820                   |                 |                    | [ 180 ]                                            |
| Kingkey.Finance Center Plaza             | 232 / 761                   | 54              |                    | Ce projet a été remplacé par celui de Kingkey 100. |
| Hi-Tech Headquarters                     | 220 / 722                   |                 |                    | [ 182 ]                                            |
| Jiemei Mansion                           | 218 / 715                   | 50              |                    | [ 183 ]                                            |
| Henan Building                           | 202 / 663                   | 55              |                    | [ 184 ]                                            |
| China Construction Bank Building 2       | 200 / 656                   | 40              | 2012               | [ 185 ]                                            |
| Tencent Coastal Tower 2                  | 196 / 643                   | 40              |                    | [ 154 ]                                            |
| Interchange Tower                        | 187 / 614                   | 46              |                    | [ 186 ]                                            |
| Golden Central Commercial Building       | 183 / 600                   | 52              |                    | [ 187 ]                                            |
| CR Vanguard Headquarter Building         | 180 / 591                   |                 |                    | [ 188 ]                                            |
| Shenzhen Media Group Building            | 180 / 591                   |                 |                    | [ 189 ]                                            |
| China Merchant Securities Building       | 150 / 492                   | 33              |                    | [ 190 ]                                            |
| China Mobile Shenzhen Building           | 150 / 492                   |                 |                    | [ 191 ]                                            |

*Les cases vides correspondent à des informations non dévoilées.

## Évolution du plus grand édifice de Shenzhen
Ceci est la liste des édifices qui ont déjà été le plus grand édifice de Shenzhen. Malgré le fait de la croissance immobilière fulgurante de la ville de Shenzhen, seulement quatre édifices font partie de la liste.
| Nom international                  | Adresse                 | Années comme plus grand édifice | Hauteur totale mètres/pieds | Nombre d'étages | Description      |
| ---------------------------------- | ----------------------- | ------------------------------- | --------------------------- | --------------- | ---------------- |
| International Foreign Trade Center | —                       | 1985—1987                       | 160 / 525                   | 50              | [ 103 ]          |
| Shenzhen Development Center        | —                       | 1987—1996                       | 165 / 542                   | 43              | [ 89 ]           |
| Shun Hing Square                   | 5002 Shen Nan Road East | 1996—2011                       | 384 / 1,260                 | 69              | [ 5 ]            |
| Kingkey 100                        | —                       | 2011—présent                    | 439 / 1,440                 | 100             | [réf. souhaitée] |